# Sfinga skandinavke
Sfinga skandinavke je bila hrvatska zagonetačka revija iz Zagreba. Prvi broj izašao je 1980. godine, a izlazio je polumjesečno do 1981. godine. Izdavač je bio Vjesnik. ISSN je 1330-2566. Nastavlja se kao Vjesnikova sfinga. Glavni urednik bio je Branko Lipanović.